# Campeonato Uruguayo de Primera División 1970
El Campeonato Uruguayo 1970 fue el 66° torneo de Primera División del fútbol uruguayo, correspondiente al año 1970. Contó con la participación de 11 equipos, los cuales se enfrentaron en sistema de todos contra todos a dos ruedas.
El campeón fue por segundo año consecutivo el Club Nacional de Football, al sumar 37 puntos dentro de 40 posibles en la fase regular. El tricolor ahora contaba con "El Pulpa" Washington Etchamendi como entrenador y por segundo año consecutivo, contó también con el goleador del campeonato, que volvió a ser el famoso delantero argentino Luis Artime.

## Participantes

### Ascensos y descensos
| Equipo        | Ascendido como                      |
| ------------- | ----------------------------------- |
| Huracán Buceo | Campeón de la Segunda División 1969 |

| Equipo  | Descendido como           |
| ------- | ------------------------- |
| Danubio | 10° Primera División 1969 |

## Campeonato

### Tabla de posiciones
| Pos. | Equipo         | PJ | PG | PE | PP | GF | GC | Dif. | Pts. |
| ---- | -------------- | -- | -- | -- | -- | -- | -- | ---- | ---- |
| 1º   | Nacional       | 20 | 18 | 1  | 1  | 48 | 12 | +36  | 37   |
| 2º   | Peñarol        | 20 | 12 | 7  | 1  | 37 | 16 | +21  | 31   |
| 3º   | Huracán Buceo  | 20 | 6  | 11 | 3  | 14 | 9  | +5   | 23   |
| 4º   | Liverpool      | 20 | 8  | 6  | 6  | 20 | 15 | +5   | 22   |
| 5º   | Defensor       | 20 | 6  | 7  | 7  | 18 | 22 | -4   | 19   |
| 6º   | Cerro          | 20 | 5  | 9  | 6  | 17 | 21 | -4   | 19   |
| 7º   | Bella Vista    | 20 | 2  | 12 | 6  | 22 | 29 | -7   | 16   |
| 8º   | Sud América    | 20 | 3  | 8  | 9  | 14 | 26 | -12  | 14   |
| 9º   | Rampla Juniors | 20 | 3  | 8  | 9  | 11 | 26 | -15  | 14   |
| 10º  | River Plate    | 20 | 4  | 5  | 11 | 16 | 24 | -8   | 13   |
| 11º  | Racing         | 20 | 2  | 8  | 10 | 21 | 38 | -17  | 12   |

|  | Campeón Uruguayo y clasifica a la Copa Libertadores 1971. |
|  | Clasifica a la Copa Libertadores 1971.                    |
|  | Desciende a Segunda División.                             |

|                                             |
| Uruguay                                     |
| Campeón Uruguayo 1970 Nacional 29.no título |

### Fixture
| Bella Vista   | 1–0 | Sud América    |
| Huracán Buceo | 1–0 | River Plate    |
| Liverpool     | 4–0 | Rampla Juniors |
| Nacional      | 5–1 | Racing         |
| Peñarol       | 3–2 | Defensor       |
| Libre: Cerro  |     |                |

| Cerro              | 2–0 | Rampla Juniors |
| Huracán Buceo      | 1–0 | Defensor       |
| Liverpool          | 1–1 | Racing         |
| Nacional           | 2–0 | River Plate    |
| Peñarol            | 5–0 | Sud América    |
| Libre: Bella Vista |     |                |

| Huracán Buceo  | 1–1 | Sud América |
| Liverpool      | 1–0 | River Plate |
| Nacional       | 4–1 | Defensor    |
| Racing         | 2–0 | Cerro       |
| Rampla Juniors | 2–1 | Bella Vista |
| Libre: Peñarol |     |             |

| Bella Vista          | 3–3 | Racing         |
| Cerro                | 1–0 | River Plate    |
| Defensor             | 0–0 | Liverpool      |
| Nacional             | 2–1 | Sud América    |
| Peñarol              | 3–1 | Rampla Juniors |
| Libre: Huracán Buceo |     |                |

| Bella Vista     | 1–1 | River Plate    |
| Defensor        | 1–0 | Cerro          |
| Huracán Buceo   | 1–1 | Rampla Juniors |
| Liverpool       | 1–0 | Sud América    |
| Peñarol         | 3–1 | Racing         |
| Libre: Nacional |     |                |

| Bella Vista      | 1–1 | Defensor       |
| Cerro            | 1–1 | Sud América    |
| Huracán Buceo    | 1–0 | Racing         |
| Nacional         | 4–1 | Rampla Juniors |
| Peñarol          | 1–0 | River Plate    |
| Libre: Liverpool |     |                |

| Bella Vista           | 0–0 | Peñarol       |
| Cerro                 | 1–0 | Liverpool     |
| Nacional              | 1–0 | Huracán Buceo |
| Racing                | 1–1 | River Plate   |
| Sud América           | 1–0 | Defensor      |
| Libre: Rampla Juniors |     |               |

| Bella Vista   | 1–1 | Huracán Buceo  |
| Defensor      | 0–0 | Rampla Juniors |
| Nacional      | 3–1 | Cerro          |
| Peñarol       | 2–0 | Liverpool      |
| River Plate   | 3–0 | Sud América    |
| Libre: Racing |     |                |

| Bella Vista        | 1–1 | Liverpool     |
| Cerro              | 0–0 | Huracán Buceo |
| Defensor           | 2–0 | Racing        |
| Peñarol            | 1–0 | Nacional      |
| Rampla Juniors     | 1–0 | Sud América   |
| Libre: River Plate |     |               |

| Bella Vista        | 3–3 | Cerro          |
| Defensor           | 0–0 | River Plate    |
| Huracán Buceo      | 1–1 | Peñarol        |
| Nacional           | 1–0 | Liverpool      |
| Racing             | 2–2 | Rampla Juniors |
| Libre: Sud América |     |                |

| Cerro           | 0–0 | Peñarol     |
| Huracán Buceo   | 1–0 | Liverpool   |
| Nacional        | 3–2 | Bella Vista |
| Racing          | 2–1 | Sud América |
| Rampla Juniors  | 1–0 | River Plate |
| Libre: Defensor |     |             |

| Bella Vista  | 2–2 | Sud América    |
| Liverpool    | 2–0 | Rampla Juniors |
| Nacional     | 1–0 | Racing         |
| Peñarol      | 2–1 | Defensor       |
| River Plate  | 1–0 | Huracán Buceo  |
| Libre: Cerro |     |                |

| Cerro              | 0–0 | Rampla Juniors |
| Defensor           | 0–0 | Huracán Buceo  |
| Liverpool          | 3–1 | Racing         |
| Nacional           | 3–0 | River Plate    |
| Peñarol            | 0–0 | Sud América    |
| Libre: Bella Vista |     |                |

| Bella Vista    | 0–0 | Rampla Juniors |
| Cerro          | 1–1 | Racing         |
| Huracán Buceo  | 0–0 | Sud América    |
| Liverpool      | 1–0 | River Plate    |
| Nacional       | 4–0 | Defensor       |
| Libre: Peñarol |     |                |

| Bella Vista          | 2–2 | Racing         |
| Cerro                | 2–2 | River Plate    |
| Defensor             | 3–1 | Liverpool      |
| Nacional             | 1–1 | Sud América    |
| Peñarol              | 2–1 | Rampla Juniors |
| Libre: Huracán Buceo |     |                |

| Cerro           | 0–0 | Defensor       |
| Huracán Buceo   | 0–0 | Rampla Juniors |
| Liverpool       | 1–0 | Sud América    |
| Peñarol         | 5–2 | Racing         |
| River Plate     | 3–0 | Bella Vista    |
| Libre: Nacional |     |                |

| Bella Vista      | 1–0 | Defensor       |
| Cerro            | 2–0 | Sud América    |
| Huracán Buceo    | 3–0 | Racing         |
| Nacional         | 2–0 | Rampla Juniors |
| Peñarol          | 2–0 | River Plate    |
| Libre: Liverpool |     |                |

| Bella Vista           | 0–0 | Peñarol       |
| Cerro                 | 0–0 | Liverpool     |
| Defensor              | 2–2 | Sud América   |
| Nacional              | 1–0 | Huracán Buceo |
| River Plate           | 2–1 | Racing        |
| Libre: Rampla Juniors |     |               |

| Bella Vista   | 0–0 | Huracán Buceo  |
| Defensor      | 1–0 | Rampla Juniors |
| Liverpool     | 1–1 | Peñarol        |
| Nacional      | 4–0 | Cerro          |
| Sud América   | 2–0 | River Plate    |
| Libre: Racing |     |                |

| Defensor           | 1–0 | Racing         |
| Huracán Buceo      | 1–0 | Cerro          |
| Liverpool          | 3–1 | Bella Vista    |
| Nacional           | 3–2 | Peñarol        |
| Sud América        | 1–0 | Rampla Juniors |
| Libre: River Plate |     |                |

| Cerro              | 2–1 | Bella Vista    |
| Defensor           | 3–2 | River Plate    |
| Huracán Buceo      | 2–2 | Peñarol        |
| Nacional           | 2–0 | Liverpool      |
| Racing             | 0–0 | Rampla Juniors |
| Libre: Sud América |     |                |

| Huracán Buceo   | 0–0 | Liverpool   |
| Nacional        | 2–1 | Bella Vista |
| Peñarol         | 2–1 | Cerro       |
| Racing          | 1–1 | Sud América |
| Rampla Juniors  | 1–1 | River Plate |
| Libre: Defensor |     |             |

### Tabla del descenso / Tabla acumulada
Para realizar esta tabla se toma en cuenta el puntaje acumulado del Campeonato Uruguayo 1969 y de la Primera Fase del Campeonato Uruguayo 1970.
Los 6 primeros de esta tabla pasan a disputar la Fase de Campeonato, mientras que los 5 restantes disputarían la Ronda de Permanencia.
| Pos. | Equipo         | Pts. 1969 | Pts. 1970 | Total |
| ---- | -------------- | --------- | --------- | ----- |
| 1º   | Nacional       | 36        | 37        | 73    |
| 2º   | Peñarol        | 30        | 31        | 61    |
| 3º   | Huracán Buceo  | 1a B      | 23        | 46    |
| 4º   | Bella Vista    | 23        | 16        | 39    |
| 5º   | Liverpool      | 14        | 22        | 36    |
| 6º   | Cerro          | 16        | 19        | 35    |
| 7º   | Defensor       | 15        | 19        | 34    |
| 8º   | Sud América    | 20        | 14        | 34    |
| 9º   | Racing         | 21        | 12        | 33    |
| 10º  | River Plate    | 20        | 13        | 33    |
| 11º  | Rampla Juniors | 14        | 14        | 28    |

Notas:
1. ↑  Huracán Buceo jugó en Primera B en 1969, por lo tanto el puntaje de 1970 se multiplica por 2.

|  | Avanza a la Zona de Campeonato.       |
|  | Desciende a la Segunda División 1971. |

## Grupo A – Ronda de Campeonato
| Pos. | Equipo        | PJ | PG | PE | PP | GF | GC | Dif. | Pts. |
| ---- | ------------- | -- | -- | -- | -- | -- | -- | ---- | ---- |
| 1º   | Nacional      | 5  | 3  | 2  | 0  | 12 | 6  | +6   | 8    |
| 2º   | Huracán Buceo | 5  | 3  | 1  | 1  | 7  | 2  | +5   | 7    |
| 3º   | Peñarol       | 5  | 2  | 3  | 0  | 6  | 3  | +3   | 7    |
| 4º   | Liverpool     | 5  | 1  | 3  | 1  | 6  | 8  | -2   | 5    |
| 5º   | Cerro         | 5  | 1  | 0  | 4  | 12 | 16 | -4   | 2    |
| 6º   | Bella Vista   | 5  | 0  | 1  | 4  | 7  | 15 | -8   | 1    |

### Fixture
| Bella Vista | 1–1 | Liverpool     |
| Nacional    | 2–1 | Huracán Buceo |
| Peñarol     | 2–1 | Cerro         |

| Huracán Buceo | 1–0 | Cerro       |
| Liverpool     | 1–1 | Peñarol     |
| Nacional      | 4–2 | Bella Vista |

| Huracán Buceo | 2–0 | Bella Vista |
| Liverpool     | 4–3 | Cerro       |
| Nacional      | 1–1 | Peñarol     |

| Huracán Buceo | 3–0 | Liverpool   |
| Nacional      | 5–2 | Cerro       |
| Peñarol       | 2–0 | Bella Vista |

| Cerro         | 6–4 | Bella Vista |
| Huracán Buceo | 0–0 | Peñarol     |
| Liverpool     | 0–0 | Nacional    |

## Grupo B – Ronda de Descenso
| Pos. | Equipo         | PJ | PG | PE | PP | GF | GC | Dif. | Pts. |
| ---- | -------------- | -- | -- | -- | -- | -- | -- | ---- | ---- |
| 1º   | Sud América    | 4  | 2  | 2  | 0  | 4  | 1  | +3   | 6    |
| 2º   | River Plate    | 4  | 2  | 1  | 1  | 6  | 5  | +1   | 5    |
| 3º   | Racing         | 4  | 1  | 3  | 0  | 3  | 2  | +1   | 5    |
| 4º   | Defensor       | 4  | 1  | 1  | 2  | 2  | 2  | 0    | 3    |
| 5º   | Rampla Juniors | 4  | 0  | 1  | 3  | 4  | 9  | -5   | 1    |

|  | Clasifica a la Ronda de Ascenso y Descenso. |

### Fixture
| Defensor              | 0–0 | Racing      |
| Sud América           | 2–0 | River Plate |
| Libre: Rampla Juniors |     |             |

| Rampla Juniors | 1–1 | Sud América |
| River Plate    | 1–0 | Defensor    |
| Libre: Racing  |     |             |

| Racing             | 2–1 | Rampla Juniors |
| Sud América        | 1–0 | Defensor       |
| Libre: River Plate |     |                |

| Defensor           | 2–0 | Rampla Juniors |
| Racing             | 1–1 | River Plate    |
| Libre: Sud América |     |                |

| Racing          | 0–0 | Sud América    |
| River Plate     | 4–2 | Rampla Juniors |
| Libre: Defensor |     |                |

## Ronda de Ascenso y Descenso
| Pos. | Equipo         | PJ | PG | PE | PP | GF | GC | Dif. | Pts. |
| ---- | -------------- | -- | -- | -- | -- | -- | -- | ---- | ---- |
| 1º   | Defensor       | 3  | 2  | 1  | 0  | 8  | 1  | +7   | 5    |
| 2º   | Central        | 3  | 1  | 2  | 0  | 3  | 2  | +1   | 4    |
| 3º   | Progreso       | 3  | 1  | 1  | 1  | 3  | 4  | -1   | 3    |
| 4º   | Rampla Juniors | 3  | 0  | 0  | 3  | 1  | 8  | -7   | 0    |

|  | Asciende a Primera División.  |
|  | Desciende a Segunda División. |

### Fixture
| Central  | 0–0 | Defensor       |
| Progreso | 1–0 | Rampla Juniors |

| Central  | 2–1 | Rampla Juniors |
| Defensor | 3–1 | Progreso       |

| Central  | 1–1 | Progreso       |
| Defensor | 5–0 | Rampla Juniors |

### Equipos clasificados

#### Copa Libertadores 1971
|   | Equipo   | Clasificación como              |
| - | -------- | ------------------------------- |
| 1 | Nacional | Campeón Primera División 1970   |
| 2 | Peñarol  | 2° puesto Primera División 1970 |